# Кампи-Салентина
Кампи-Салентина (итал. Campi Salentina) — коммуна в Италии, располагается в регионе Апулия, в провинции Лечче.
Население составляет 10 892 человека (2008 г.), плотность населения составляет 242 чел./км². Занимает площадь 45 км². Почтовый индекс — 73012. Телефонный код — 0832.
Покровителями коммуны почитаются Пресвятая Богородица (Nostra Signora della Mercede), святой Оронций, празднование 1 сентября, san Pompilio.

## Демография
Динамика населения:

## Администрация коммуны
- Официальный сайт: http://www.comune.campi-salentina.le.it/ Архивная копия от 25 марта 2010 на Wayback Machine